# Bray (Berkshire)
Bray ist ein Dorf und eine Verwaltungseinheit im District Windsor and Maidenhead in der Grafschaft Berkshire, England. Bray ist an der Themse gelegen und 20 km von Reading entfernt. Im Jahr 2016 hatte es 9159 Einwohner. Bray wurde 1086 im Domesday Book als Brai erwähnt.

## Persönlichkeiten
- Pentti Airikkala (1945–2009), finnischer Rallyefahrer; starb in Bray
- Sylvia Anderson (1927–2016), Filmregisseurin und -produzentin; lebte und starb in Bray
- Heston Blumenthal, OBE (* 1966), Gastronom; Küchenchef und Inhaber des Drei-Sterne-Restaurants „The Fat Duck“
- John Boulting (1913–1985), Filmproduzent, Drehbuchautor und Filmregisseur; in Bray geboren
- Roy Boulting (1913–2001), Filmproduzent, Drehbuchautor und Filmregisseur; in Bray geboren (Zwillingsbruder von John)
- Eric Clapton (* 1945), Gitarrist; nahm in Bray sein Album Unplugged auf
- Marian Montgomery (1934–2002), US-amerikanische Jazzsängerin; starb in Bray
- Michel Roux Sr., OBE (1941–2020), Koch; Gründer des Drei-Sterne-Restaurants „The Waterside Inn“